# Marko Alvir
Marko Alvir (sinh 19 tháng 4 năm 1994) là một tiền vệ cánh bóng đá Croatia hiện tại thi đấu cho NK Domžale mượn từ Slavia Praha.

## Sự nghiệp câu lạc bộ
Anh ký hợp đồng cho câu lạc bộ Slovenian Domžale từ hệ thống trẻ của Atlético Madrid với dạng chuyển nhượng tự do năm 2015. Ngày 1 tháng 1 năm 2017, anh ký hợp đồng cho Slavia Praha của Séc.